# Nancy Dee
Nancy Dee, geboren als Annemarie Verhegghe (Sint-Amandsberg, 19 december 1949), is een voormalige Vlaamse zangeres.

## Biografie
Nancy Dee vormde met twee Nederlandse zangeressen in 1979-1980 het discotrio Benelux and Nancy Dee, dat een hit had met Switch.
In 1979 werd Micha Marah verkozen om België te vertegenwoordigen op het Eurovisiesongfestival in Jeruzalem. Marah won de preselectie met Hey nana, een lied dat ze verafschuwde. Ze dreigde ermee zich terug te trekken, waarop Nancy Dee benaderd werd om het lied in haar plaats te zingen. Micha Marah besloot uiteindelijk toch om het lied te zingen en Dee ging mee naar Jeruzalem als achtergrondzangeres. Hey Nana werd laatste. 
Twee jaar later probeerde Nancy Dee met het liedje Blij bij jou te zijn geselecteerd te worden voor het Eurovisiesongfestival in Dublin, maar het was Emly Starr die mocht gaan.
In 1986 was ze te zien in de Vlaamse film Paniekzaaiers, waar ze zichzelf speelde. Ze zong ook de titelsong I Love You in. Tegenwoordig is ze niet meer in de muziek actief.
Begin jaren 2000 kwam aan Dees zangcarrière abrupt een einde toen ze betrokken raakte bij een ongeval met botsauto's op een kermis.
In mei 2016 verklaarde Nancy Dee in een interview dat ze werkte aan een comeback als zangeres.